# 超完美謀殺案
《超完美謀殺案》（英語：A Perfect Murder）是一部1998年的驚悚片，改編自希區考克1954年的電話謀殺案，由麥克·道格拉斯與葛妮絲·派特洛主演。故事為一對紐約新貴夫妻貌合神離，事業不順的丈夫覬覦妻子一億美金的保險理賠，利用妻子外遇設下詭計，引發後續的連番波折。

## 角色
- 麥克·道格拉斯 飾 Steven Taylor
- 葛妮絲·派特洛 飾 Emily Bradford Taylor
- 維果·莫天森 飾 David Shaw
- 大衛·蘇切特 飾 Detective Mohamed Karaman
- 薩里塔·喬杜里（英语：Sarita Choudhury） 飾 Raquel Martinez

## 外部連結
- 互联网电影数据库（IMDb）上《A Perfect Murder》的资料（英文）
- Metacritic上《A Perfect Murder》的資料（英文）
- TCM电影资料库上《超完美謀殺案》的资料（英文）
- Box Office Mojo上《A Perfect Murder》的資料（英文）
- 爛番茄上《A Perfect Murder》的資料（英文）